# 广州医科大学附属第五医院
广州医科大学附属第五医院，简称“广医五院”，是中华人民共和国广东省广州市的三级甲等医院，位于黄埔区大沙街道港湾路621号。医院是广州医科大学的直属附属医院，以微创外科和康复医学科为特色。

## 历史
1951年，交通部黄埔港务管理局生活卫生科成立卫生所，设于港前路。1957年夏，卫生所扩建为港湾医院，此为广医五院的前身，是黄埔最早一批成立的综合性医院。医院作为港务局的职工医院，初时仅对职工及家属服务，1958年对医院周边的居民部分开放，1978年全面对外开放。
2006年，广州市政府批准将港湾医院剥离出广州港集团，并于5月移交广州医学院管理；次年7月挂牌广州医学院港湾医院，成为广医旗下第七家直属附属医院。
2011年11月，港湾医院更名为广州医学院第五附属医院。2013年，因广州医学院更名为广州医科大学，医院更名为广州医科大学附属第五医院。2016年，承接广州医科大学康复学系建设工作。
2021年5月30日，广东省卫健委批准广州医科大学附属第五医院晋升为三级甲等医院。

## 事件
2005年8月31日，因家属不满港湾医院延误救治一坠楼男子致其离世，而在当晚率百余人冲进医院扰乱，殴打现场的医生和警察并打砸医院设施，医院运作一度瘫痪。